# Joey Mense
Joey Mense (3 september 1990) is een Nederlands voetballer.
Mense debuteerde op 5 november 2007 in Nederlands CP-voetbalteam in de met 3-0 gewonnen wedstrijd tegen de Verenigde Staten. In 2008 behoorde hij tot de selectie die voor Nederland uitkwam op de Paralympische Zomerspelen in Peking in het team van het CP-voetbal. Ook in juli 2011 kwalificeerde Mense zich met het CP-team tijdens het WK CP-voetbal in Hoogeveen voor de Paralympische Zomerspelen 2012 in Londen. In het CP-team speelde hij hoofdzakelijk als verdediger en kwam tot ruim honderd interlands in het shirt van Oranje.
Zijn gehele actieve carrière speelt Mense al voor Sportclub Lochem, waar hij momenteel op louter recreatief niveau in het 7e voetbalt. In het seizoen 2017-2018 en het seizoen 2018-2019 eindigde hij met het team als 2e in de 7e klasse. Seizoen 2019-2020 zal dan ook in het teken staan van het langverwachte kampioenschap en promotie naar de 6e klasse.
In het dagelijks leven is hij hovenier.

## Erelijst
Sportclub Lochem 7 (voorheen 5 en 6)
- 2e - 7e klasse: 2017-18, 2018-19
- Eerste kaartenpakker: 2019-20
- Meeste keren te laat: 2017-18, 2018-19, 2019-20 (loopt nog)